# Lalla Aicha

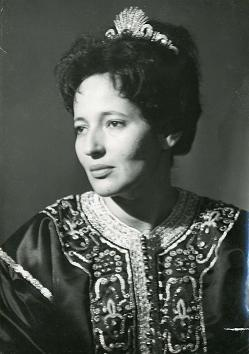
Prinses Lalla Aicha van Marokko

Lalla Aicha (Rabat (Marokko), 17 juni 1930 - 4 september 2011) was een Marokkaans prinses. Ze was de oudste zuster van de voormalige koning Hassan II van Marokko. Haar vader was koning Mohammed V, haar moeder Lalla Abla bint Tahar.
Lalla Aicha was ambassadeur voor Marokko in het Verenigd Koninkrijk (1965-1969), Griekenland (1969-1970) en Italië (1970-1973). Daarnaast was ze actief betrokken bij het werk van de Rode Halve Maan.
Op 4 september 2011 overleed de prinses op 81-jarige leeftijd.